# Wolfgang Rolff
Wolfgang Rolff (Lamstedt, 26 dicembre 1959) è un allenatore di calcio ed ex calciatore tedesco, di ruolo centrocampista, tecnico della squadra degli Emirati Arabi Uniti del  Laval United FC.

## Palmarès

### Club

#### Competizioni nazionali
- Campionato tedesco: 1

Amburgo: 1982-1983

#### Competizioni internazionali
- Coppa dei Campioni: 1

Amburgo: 1982-1983
- Coppa UEFA: 1

Bayer Leverkusen: 1987-1988